# Przytyk (gromada)
Przytyk – dawna gromada, czyli najmniejsza jednostka podziału terytorialnego Polskiej Rzeczypospolitej Ludowej w latach 1954–1972.
Gromady, z gromadzkimi radami narodowymi (GRN) jako organami władzy najniższego stopnia na wsi, funkcjonowały od reformy reorganizującej administrację wiejską przeprowadzonej jesienią 1954 do momentu ich zniesienia z dniem 1 stycznia 1973, tym samym wypierając organizację gminną w latach 1954–1972.
Gromadę Przytyk siedzibą GRN w Przytyku utworzono – jako jedną z 8759 gromad na obszarze Polski – w powiecie radomskim w woj. kieleckim, na mocy uchwały nr 13i/54 WRN w Kielcach z dnia 29 września 1954. W skład jednostki weszły obszary dotychczasowych gromad Przytyk, Podgajek, Suków, Żerdź i Studzienice ze zniesionej gminy Przytyk, obszar dotychczasowej gromady Oblas ze zniesionej gminy Wolanów oraz kol. Stefanów i kol. Borowice z dotychczasowej gromady Zakrzewska Wola ze zniesionej gminy Zakrzew w tymże powiecie. Dla gromady ustalono 23 członków gromadzkiej rady narodowej.
31 grudnia 1961 do gromady Przytyk przyłączono obszar zniesionej gromady Kaszów oraz wieś i kolonię Młudnice i kolonię Adamówka Młudnicka z (niezniesionej) gromady Jarosławice.
1 stycznia 1969 do gromady Przytyk przyłączono wieś Gaczkowice ze zniesionej gromady Jarosławice.
Gromada przetrwała do końca 1972 roku, czyli do kolejnej reformy gminnej. 1 stycznia 1973 reaktywowano gminę Przytyk.